# Syn Królowej Śniegu
Syn Królowej Śniegu – polski film dramatyczny z 2017 roku w reżyserii Roberta Wichrowskiego, wyprodukowany przez wytwórnię Ursa Major, dystrybuowany przez Kondrat - Media.
Premiera filmu odbyła się 5 sierpnia 2017 w ramach 17. Międzynarodowego Festiwalu Filmowego T-Mobile Nowe Horyzonty we Wrocławiu. Pięć miesięcy później, 19 stycznia 2018, obraz trafił do kin na terenie Polski.

## Fabuła
Anna (Michalina Olszańska) samotnie wychowuje siedmioletniego synka Marcina. Kobieta, aby zarobić na utrzymanie siebie i syna, pracuje na dwóch etatach i zaniedbuje dzieciaka. Spragniony miłości chłopiec znajduje przyjaciela w emerytowanym pisarzu Kazimierzu (Franciszek Pieczka), dzięki któremu ucieka od ponurej rzeczywistości w baśniowy świat opowieści Hansa Christiana Andersena. Pewnego dnia Anna poznaje uroczego Kamila (Rafał Fudalej) i odzyskuje nadzieję na szczęście.

## Obsada
- Michalina Olszańska jako Anna
- Franciszek Pieczka jako Kazimierz
- Anna Seniuk jako Zofia
- Rafał Fudalej jako Kamil
- Maciej Bożek jako Marcin
- Ewa Szykulska jako Maria
- Robert Czebotar jako fotograf

## Produkcja
Zdjęcia do filmu kręcono w Warszawie, Poznaniu i Szamotułach.

## Nagrody i nominacje
| Rok  | Miejsce  | Nagroda                     | Kategoria          | Odbiorcy i nominowani | Wynik     |
| ---- | -------- | --------------------------- | ------------------ | --------------------- | --------- |
| 2017 | Tofifest | FROM POLAND. Konkurs Polski | Udział w konkursie | Robert Wichrowski     | nominacja |